# Parafia Trójcy Przenajświętszej w Pawłówce
Parafia Trójcy Przenajświętszej w Pawłówce – rzymskokatolicka parafia leżąca w dekanacie Filipów należącym do diecezji ełckiej.
4 stycznia 1923 biskup pomocniczy sejneński Romuald Jałbrzykowski, erygował parafię Pawłówka, wydzieloną z parafii Przerośl i Jeleniewo. 
Proboszczowie parafii w kolejności chronologicznej:
- I 1924 Franciszek Sokołowski
- IX 1933 Stanisław Murawski
- VI 1937 Henryk Białokoziewicz
- X 1945 Stanisław Wierzbicki
- IV 1947 Bronisław Hajkowski
- XI 1950 Franciszek Pogorzelski
- 1957 Józef Napiórkowski
- 1970 Eugeniusz Jankowski
- 1978 Tadeusz Krajewski
- 1985 Ferdynand Gryszko
- 1987 Edmund Burzyński
- 1997 Marek Stanisław Gudan
- 2007 Andrzej Piotr Opanowski